# Thyene bilineata
Thyene bilineata är en spindelart som beskrevs av Lawrence 1927 [1928. Thyene bilineata ingår i släktet Thyene och familjen hoppspindlar. Utöver nominatformen finns också underarten T. b. striatipes.